# Мурау
Мурау (нім. Murau) — місто в Австрії, у федеральній землі Штирія.
Центр округу Мурау. Населення становить 3629 осіб (на 1 січня 2018 року). Займає площу 76,66 км². Лежить на річці Мура. Муніципальна територія включає кадастрові громади Ласніц-Ламбрехт, власне Мурау та Санкт-Егіді, а також колишні незалежні муніципалітети Ласніц-бай-Мурау, Штольцальпе та Трібендорф, які були включені в ході адміністративної реформи 2015 року

## Географія
Історичне місто розташоване в гірській Верхній Штирії в долині річки Мура між хребтом Низький Тауерн і Гурктальськими Альпами.

## Історія
Територія була заселена вже в бронзовому віці до римської ери. На підставі запису в Пейтингеровій таблиці, це стародавнє місто Норея, столиця країни Норик, в кінці 18 і 19 столітті вважалося, лежало поблизу Мурау. Однак археологічних доказів досі не знайдено.
Саме Мурове, центр Штирійського герцогства у долині Мур, що належали знатній родині Ліхтенштейнів, вперше згадується в акті 1250 року. Відомий міннезінгер Ульріх фон Ліхтенштейн з сусіднього Фрауенбурга збудував замок у Мурау, який знову було зруйновано, коли богемський король Отокар II окупував землі Штирії після своєї перемоги під Кресенбрунном у 1260 році. Ульріху довелося поступитися своїми маєтками королем і був тимчасово заарештований у Моравії.
Маєтки Ліхтенштейну були відновлені, коли Оттокар зазнав поразки в 1278 році у битві під Дюрнкрутом. Син Ульріха Отто мав готичну парафіяльну церкву Святого Матвія з характерною перехресною вежею, побудовану з 1284 року, вона була освячена єпископом Лаванту в 1296 році. Громадяни Мурау отримали привілеї міста в 1298 році, після чого місто було укріплено та значно розширено.
З 1480 по 1490 рік місто було окуповано угорськими військами короля Матяша Корвіна. Ліхтенштейни утримували Мурау до кінця XVI століття. З 1623 року це було володіння дому Шварценбергів, які перебудували замок Мурау в його сучасному стилі Відродження. Теперішній власник — Карел Шварценберг.
Під час Другої світової війни тут розташовувався табір збройних сил Вермахту, в якому утримувалися полонені британські військовополонені. Наприкінці війни у травні 1945 року місцеві групи бійців опору звільнили вісім військовополонених, що залишилися, і успішно змусили наближення військ Червоної армії повірити, що місто вже окуповано британцями.

## Видатні особи
- Клаус Офнер